# Édouard Hambye
Édouard René Hambye (ou Edward R. Hambye), né le 3 juillet 1916 à Mons (Belgique) et mort le 7 septembre 1990 à Namur (Belgique), est un prêtre jésuite et historien belge, missionnaire et professeur d'histoire de l'Église en Inde et à l’Institut pontifical oriental de Rome. 

## Biographie

### Études et formation
Édouard Hambye est le fils de Georges Adolphe Joseph Hambye, avocat et notaire, président de la chambre des notaires à Mons, et de Marguerite Henriette Pauline Valérie Léopoldine Heuseux.
Il fait ses humanités au collège Saint-Stanislas de sa ville natale, Mons. Il a 18 ans lorsqu’il entre au noviciat jésuite d’Arlon (1934). Sa formation spirituelle et intellectuelle se poursuit suivant le curriculum jésuite traditionnel des jésuites belges: à Namur, puis au théologat d’Eegenhoven (Louvain). Après son ordination sacerdotale, le 24 août 1946, il fait son Troisième an en Angleterre où il entame un doctorat en histoire.
Il obtient son titre de docteur en histoire à l’université catholique de Louvain, avec une thèse sur le « père François Gray (1584-1624), un Irlandais aux origines de la Mission navale des jésuites belges ».

### Historien ecclésiastique en Inde
En 1950 on demande à Édouard Hambye d’aller enseigner l’histoire de l'Église et la patristique au scolasticat jésuite de Kurseong, an Bengale occidental, en Inde. Ce tournant inattendu dans sa carrière devient l’engagement de toute sa vie. Il part en Inde et enseignera l’histoire de l’Église, au théologat de Kurseong qui déménagea en 1971 et devint le 'Vidyajyoti College' de Delhi, durant  presque toute sa vie. Durant 36 ans il aura comme élèves plus d’un millier de candidats au sacerdoce.   
Mais dès les premières années il comprend que cette ‘histoire de l’Église en Inde’ ne peut se résumer à l’épopée missionnaire de l’Église latine. Les églises orientales du Kerala retiennent son attention. Bien que peu doué pour les langues Il se met à l’étude de la langue syriaque, et souhaite être initié en profondeur aux rites liturgiques orientaux. Il n’eut pas besoin du concile Vatican II pour acquérir l’esprit œcuménique. 
Ses recherches et études sur les traditions orientales et syro-catholiques le conduisent à traduire en anglais et revoir, en collaboration avec son auteur le cardinal Tisserant, un livre qui fera longtemps autorité sur Eastern Christianity in India (1957). À partir de 1970 il collabore à la ‘St. Thomas Christian Encyclopaedia of India’ et membre fondateur de l'Indian Church History Association' il met en chantier avec d'autres le grand projet de l’History of Christianity in India’ (il est l’auteur du volume sur le XVIIIe siècle). Il contribue de nombreux articles pour la New Catholic Encyclopedia ainsi que pour le Dictionnaire d'histoire et de géographie ecclésiastiques.

### Églises orientales et contacts œcuménique
Très aimé de ses étudiants, plus pour son caractère jovial et contact facile que pour la clarté de ses cours, il ne limite pas ses activités à l’enseignement et à la recherche. Il a de nombreux contacts extérieurs, surtout avec autorités et dignitaires ecclésiastiques orientaux. Il visite fréquemment le Kérala, s’initie à la langue malayalam, et y rassemble informations et documentation sur tout ce qui rappelle la très ancienne présence chrétienne dans cette région de l’Inde. Il participe aux fouilles archéologiques de Chennai (Madras) à la recherche de traces de l’apôtre Saint Thomas
En tant que consulteur du Secrétariat pour l'unité des chrétiens il rencontre plusieurs fois le patriarche Athénagoras, à Istanbul. Il devient un expert sur les relations historiquement difficiles et souvent perturbées entre Églises orientales et catholique romaine en Inde.  Sa sympathie naturelle pour le christianisme oriental alliée à sa compétence professionnelle font qu’il est souvent invité au Kerala. Il y est professeur (extraordinaire) à la faculté de théologie Saint-Thomas-l’apôtre, au Kerala. Et membre de la commission pour le dialogue avec l'Église malankare orthodoxe au Kérala en 1989,,,,,,,,.

### Enseignant à Rome
En 1987 Édouard Hambye est appelé à Rome pour y enseigner l’histoire ecclésiastique et l’histoire de la liturgie orientale à l’Institut pontifical oriental. Il y prépare un livre sur les conciles de l’Église catholique en Inde, 
Lors d’un séjour de recherches à Namur, en Belgique, alors qu’il se rend au Centre de documentation religieuse des facultés universitaires il meurt inopinément, le 7 septembre 1990. Respectant un souhait qu’il exprima souvent, ses funérailles sont célébrées à la collégiale Sainte-Waudru de Mons, ville natale à laquelle il resta attaché toute sa vie.  

## Publications
- « Le P. François Bray (1584-1624), un Irlandais aux origines de la Mission navale des jésuites belges », in Archivum Historicum Societatis Iesu, Roma, vol. 15 (1946), p. 144-154
- Eastern Christianity in India, (avec Eugène Tisserant) The Newman Press, 1957.
- Les traces liturgiques de l'usage du bêmâ dans la liturgie de l'Église chaldéomalabare, 1964.
- L'aumônerie de la flotte de Flandre au XVIIe siècle, 1623–1668, Nauwelaerts, 1967. (sa thèse de doctorat)
- Christianity in India: A history in Ecumenical Perspective, (avec H. C. Perumalil) Alleppey, 1972.
- Dimensions of Eastern Christianity, 1976.
- Some Syriac libraries of Kerala (Malabar), India, Notes and comments, 1977.
- Plusieurs articles dans The St. Thomas Christian encyclopaedia of India, vol. 1, 1982.
- 1900 Jahre Thomas-Christen in Indien, (avec Joannes Madey) 1983.
- History of Christianity in India: Eighteenth Century, (avec George Menachery) Church History Association of India, 1997.